# Centropyge resplendens
Centropyge resplendens é uma espécie de peixe da família Pomacanthidae do gênero Centropyge.
É endémica de Santa Helena (território).